# Garós
Garós (oficialmente en occitano Garòs) es una entidad de población del municipio de Alto Arán, en Cataluña, España, que forma parte del tercio de Arties y Garós. El tercio es una división territorial utilizada en el Valle de Arán como circunscripción para las elecciones al Consejo General de Arán. Arties y Garós forman una entidad municipal descentralizada, de la que Arties es la población principal.
Está catalogado como Uno de Los Pueblos Más Bonitos de España desde el año 2023 y pertenece desde entonces a la asociación homónima.

## Geografía
Garós, con 153 habitantes (INE 2022), que varían durante la temporada turística debido a las nuevas construcciones de carácter temporal, se encuentra en la vertiente derecha del Garona, a 1115 m de altitud. Se encuentra en el límite entre los municipios de Alto Arán y Viella y Medio Arán. Antiguamente era un agregado de Arties, al pie de la montaña de Espiargo, entre los barrancos de Cal y Salider, justo encima de la carretera C-28, a la que se une por un ramal.
Destaca, en el centro del núcleo histórico, la iglesia parroquial de San Julián de Garós, de origen románico, reformada a fondo en el siglo XV. El campanario es de 1619 y es tan amplio que parece una torre de defensa, y conserva un interesante Cristo de talla, una imagen gótica de la Virgen y una cruz procesional de plata.
Junto al pueblo se ha creado la urbanización Era Pleta de Garós.

## Cultura
La fiesta mayor se celebra el 16 de agosto por San Roque y el 28 de agosto por San Julián.